# Nuralagus rex
El conejo gigante de Menorca (Nuralagus rex) es una especie extinta de mamífero lagomorfo de la familia Leporidae que habitó en Menorca desde el Mesiniense hasta la mitad del Plioceno.

## Lugares de hallazgo
Se hallaron restos de este animal en depósitos cársticos pliocénicos de Punta Nati – Cala Es Pous, en el municipio de Ciudadela.

## La constitución ósea y las especies similares
Ciertos rasgos de su anatomía relacionan a esta especie con el género Alilepus, presente desde el Mioceno superior hasta el Pleistoceno inferior en Europa, Asia y América del Norte. 

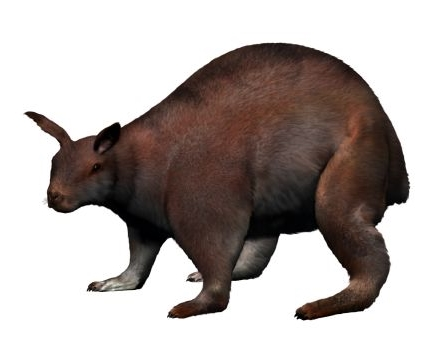
Reconstrucción de Nuralagus.

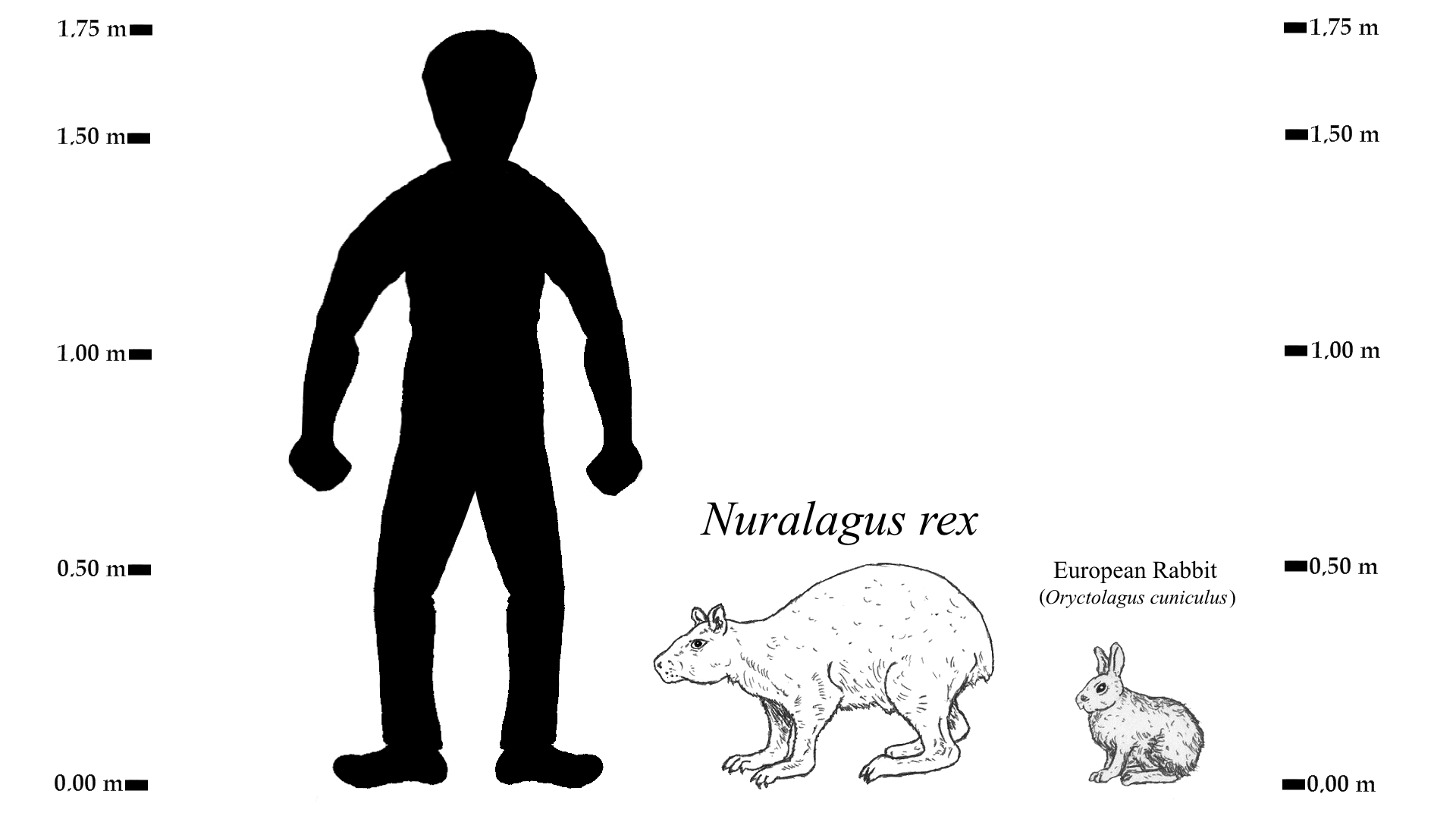
Tamaño comparativo entre Nuralagus, un conejo europeo actual, y una persona de 1,75 m.

No obstante, los cambios esqueléticos presentes permiten situar al conejo gigante en un género nuevo. Además de por un peso muy grande (que señala un caso de gigantismo insular y a juzgar por los restos fósiles de algunos ejemplares se cree que podía llegar hasta 23 kg y más, y cuya media se ha situado en 14 kg), esta especie se diferencia de los lepóridos continentales por presentar cráneo, orificios auriculares y órbitas oculares de menor tamaño, extremidades una cuarta parte más cortas, ser del todo plantígrado, con pies y manos también cortos y muy anchos, y tener una columna vertebral muy corta, ancha y rígida.
Muchos de estos rasgos se hallan también en Pentalagus furnessi, lepórido que vive actualmente en algunas de las islas del archipiélago Ryūkyū (Japón). 
Estas diferencias con respecto a otras especies revelan modificaciones importantes relacionadas con la locomoción y con la percepción del entorno, seguramente desarrolladas en una situación de ausencia de depredadores.
Se ha hallado una especie con rasgos similares a algunos del conejo gigante de Menorca en el yacimiento ibicenco de Ses Fontanelles.

## Extinción
El conejo gigante de Menorca se extinguió antes de la llegada del ser humano, tal vez como consecuencia de la entrada de Nesiotites, Hypnomys, Myotragus y otros desde Mallorca en el tiempo en que una isla y otra estaban unidas por un istmo.